# هكتور كروفورد
هكتور كروفورد (بالإنجليزية: Hector Crawford)‏ هو موزع وموسيقي أسترالي، ولد في 14 أغسطس 1913 في ملبورن في أستراليا، وتوفي بنفس المكان في 11 مارس 1991.

## وصلات خارجية
- هكتور كروفورد على موقع IMDb (الإنجليزية)
- هكتور كروفورد على موقع قاعدة بيانات الفيلم (الإنجليزية)